# Яхронка
Яхронка — река в Макарьевском районе Костромской области России, левый приток Унжи.

## География
Протекает в северо-западном направлении по территории Макарьевского района в лесистой, заболоченной местности. Впадает в реку Унжу в 66 км от её устья. Длина реки составляет 21 км, площадь водосборного бассейна — 100 км². Населённых пунктов на реке нет.

## Данные водного реестра
По данным государственного водного реестра России относится к Верхневолжскому бассейновому округу, водохозяйственный участок реки — Унжа от истока до устья, речной подбассейн реки — Бассейны притоков Волги ниже Рыбинского водохранилища до впадения Оки. Речной бассейн реки — (Верхняя) Волга до Куйбышевского водохранилища (без бассейна Оки).
Код объекта в государственном водном реестре — 08010300312110000016089.